# Moises Rules!
Moises Rules! fue una serie de televisión de formato corto sobre deportes de Disney XD en el que los niños desafían a Moises Arias (Hannah Montana) a diferentes desafíos de deportes. La serie se estrenó el 7 de diciembre de 2009.

## Episodios
Esta es una lista de episodios de la miniserie de Disney XD Moises Rules!.
| N.º | Título                     | Emisión original        | Emisión en Latinoamérica |
| --- | -------------------------- | ----------------------- | ------------------------ |
| 1 | «Mad B-Ball Shoot-Out»     | 7 de diciembre de 2009  | 3 de mayo de 2010        |
| Moisés asume el desafío de Ross "The Boss" (Ross Lynch)en un tiroteo salvaje en tableros de baloncesto en rotación, blancos móviles y los aros son vehículos motorizados.                                       |                            |                         |                          |
| 2 | «Finger Football Showdown» | 8 de diciembre de 2009  | 10 de mayo de 2010       |
| Moisés asume el desafío de Kenton de dedo en un enfrentamiento de fútbol. El lugar está lleno con la familia y los amigos de Kenton como Moisés acepta el reto.                                                 |                            |                         |                          |
| 3 | «Supreme Tetherball»       | 9 de diciembre de 2009  | 17 de mayo de 2010       |
| Moisés y James competir en tetherball sobre un pozo gigante de espuma. Los contendientes deben mantener el equilibrio para evitar tomar una caída, a la vez tratando de envolver la pelota alrededor del poste. |                            |                         |                          |
| 4 | «Dash and Splash!»         | 10 de diciembre de 2009 | 24 de mayo de 2010       |
| La multitud se vuelve loca al ver a Larry y Moisés en un tobogán de agua súper para ver si "Moises Rules!", o si Larry puede derrotarlo en una competencia de Slide-Off en el patio.                            |                            |                         |                          |